# Mogibacterium pumilum
Mogibacterium pumilum è una specie di batterio appartenente alla famiglia delle Eubacteriaceae.